# Brontoterium
Brontoterium (Brontotherium) – wymarły ssak z rzędu nieparzystokopytnych, żyjący w późnym eocenie.
Brontoteria występował w Ameryce Północnej. 
Skamieniałości Embolotherium wskazują, że miały kostne wyrostki na nosie. Nie były to jednak prawdziwe rogi, ponieważ te są utworzone z keratyny. Róg brontoteriów był kostny, pokryty skórą. 
Gatunki:
- B. gigas (typowy)
- B. leidyi
- B. hatcheri
- B. ingens
- B. platyceras